# كريس فونتين
كريس فونتين (بالإنجليزية: Chris Fontaine)‏ هو سائق سباق أمريكي، ولد في 1 ديسمبر 1981 في ليكلاند في الولايات المتحدة.

## وصلات خارجية
- الموقع الرسمي
- كريس فونتين على موقع Racing-Reference.info (الإنجليزية)